# Artigo 45
O Artigo 45 da Lei Básica de Hong Kong afirma que o Chefe do Executivo deve ser escolhido por sufrágio universal mediante nomeação de um comitê de nomeação amplamente representativo como um objetivo final.

## Conteúdo
O artigo 45 estabelece os requisitos para a escolha do Chefe do Executivo:
| “ | O Chefe Executivo da Região Administrativa Especial de Hong Kong será escolhido por eleição ou através de consultas realizadas localmente e será nomeado pelo Governo Popular Central. O método de seleção do Chefe do Executivo será especificado à luz da situação real na Região Administrativa Especial de Hong Kong e de acordo com o princípio do progresso gradual e ordenado. O objetivo final é a seleção do Chefe do Executivo por sufrágio universal, mediante nomeação por um comité de nomeação amplamente representativo, de acordo com procedimentos democráticos. | ” |

Os detalhes dos procedimentos a serem adotados podem ser encontrados no Anexo I da Lei Básica, onde a mesma expressão "amplamente representativa" é usada para descrever o eleitorado do Comitê Eleitoral, apesar de representar apenas uma pequena parte do número total de eleitores registrados.

## Contexto
O parágrafo 3 do Anexo I, Seção I, da Declaração Conjunta Sino-Britânica fornece o suporte correspondente ao art. 45:
| “ | O chefe do executivo será nomeado pelo Governo Popular Central com base nos resultados de eleições ou consultas a serem realizadas localmente. | ” |

A versão anterior do Artigo 45, de dezembro de 1987 (Artigo 45 em 1987), continha os detalhes dos métodos de seleção do Chefe do Executivo, que foram incluídos no Anexo I da versão de abril de 1988 e depois na versão promulgada. O Comitê Consultivo da Lei Básica de Hong Kong observou que foram expressas opiniões sobre várias áreas do artigo, incluindo se o Chefe do Executivo deveria ser nomeado pelo Governo Popular Central; que a consulta não é tão democrática como as eleições directas ou indirectas; e que a cláusula “de acordo com o princípio do progresso gradual e ordenado” é vaga e difícil de definir legalmente.